# Avesta (grad)
Avesta je grad u središnjoj Švedskoj u županiji Dalarna .

## Stanovništvo
Prema podacima o broju stanovnika iz 2005. godine u gradu živi 14.738 stanovnika.

## Vanjske poveznice
- Službena stranica grada  Arhivirana inačica izvorne stranice od 27. listopada 2020. (Wayback Machine)

### Ostali projekti
|  | Zajednički poslužitelj ima još gradiva o temi Avesta |